# Начален меридиан
Начален меридиан, наричан още Гринуички меридиан, главен меридиан или нулев меридиан, е меридианът, който минава през Гринуич, Англия, където се намира старата Гринуичка обсерватория. Той служи за начало на отчитане на географската дължина и синхронизиране на времето по целия свят. Гринуичкият меридиан и антимеридианът разделят земното кълбо на Западно полукълбо и Източно полукълбо.
Глобалната система за позициониране (GPS) показва, че ивицата на началния меридиан в Гринуич не е точно на нула градуса, нула минути и нула секунди, а приблизително 5,3 арксекунди западно от меридиана (тоест той изглежда, че е на 102,4 метра на изток). Това разминаване се образувало с течение на времето в резултат на дребни стари грешки.
Меридианът минава през следните страни, океани, морета и др.:
| Координати                                           | Океани, Морета Държави | Подробности (административни единици, градове, други) |
| ---------------------------------------------------- | ---------------------- | --- |
| 90°00′ с. ш. 0°00′ и. д. / 90° с. ш. 0° и. д.        | Северен полюс          | |
| 85°00′ с. ш. 0°00′ и. д. / 85° с. ш. 0° и. д.        | Северен ледовит океан  | |
| 77°00′ с. ш. 0°00′ и. д. / 77° с. ш. 0° и. д.        | Гренландско море       | |
| 67°00′ с. ш. 0°00′ и. д. / 67° с. ш. 0° и. д.        | Норвежко море          | |
| 55°00′ с. ш. 0°00′ и. д. / 55° с. ш. 0° и. д.        | Северно море           | |
| 52°00′ с. ш. 0°00′ и. д. / 52° с. ш. 0° и. д.        | Великобритания         | Англия, Лондон |
| 50°00′ с. ш. 0°00′ и. д. / 50° с. ш. 0° и. д.        | проток Ла Манш         | |
| 45°50′ с. ш. 0°00′ и. д. / 45.833333° с. ш. 0° и. д. | Франция                | Бас-Нормандия, Пеи дьо ла Лоар, р. Лоара (47°14′ с. ш. 0°00′ и. д. / 47.233333° с. ш. 0° и. д.) Поату-Шарант, Аквитания, р. Гарона (44°33′ с. ш. 0°00′ и. д. / 44.55° с. ш. 0° и. д.) Юг-Пиренеи |
| 41°20′ с. ш. 0°00′ и. д. / 41.333333° с. ш. 0° и. д. | Испания                | Арагон, р. Ебро (41°19′ с. ш. 0°00′ и. д. / 41.316667° с. ш. 0° и. д.) Валенсия (Кастельон де ла Плана), Мурсия                                                                                  |
| 37°15′ с. ш. 0°00′ и. д. / 37.25° с. ш. 0° и. д.     | Средиземно море        | |
| 29°00′ с. ш. 0°00′ и. д. / 29° с. ш. 0° и. д.        | Алжир                  | Атласки планини, Сахара |
| 18°00′ с. ш. 0°00′ и. д. / 18° с. ш. 0° и. д.        | Мали                   | Сахара, река Нигер (16°11′ с. ш. 0°00′ и. д. / 16.183333° с. ш. 0° и. д.) |
| 12°30′ с. ш. 0°00′ и. д. / 12.5° с. ш. 0° и. д.      | Буркина Фасо           | |
| 10°45′ с. ш. 0°00′ и. д. / 10.75° с. ш. 0° и. д.     | Того                   | |
| 8°00′ с. ш. 0°00′ и. д. / 8° с. ш. 0° и. д.          | Гана                   | ез. Волта (6°32′ с. ш. 0°00′ и. д. / 6.533333° с. ш. 0° и. д.) Акра |
| 35°00′ ю. ш. 0°00′ и. д. / 35° ю. ш. 0° и. д.        | Атлантически океан     | Гвинейски залив |
| 80°00′ ю. ш. 0°00′ и. д. / 80° ю. ш. 0° и. д.        | Антарктида             | Земя кралица Мод (Бряг принцеса Марта) |
| 90°00′ ю. ш. 0°00′ и. д. / 90° ю. ш. 0° и. д.        | Южен полюс             | |

## История
Меридианът, преминаващ през кралската обсерватория в лондонския квартал Гринуич, Англия е избран за нулев от английския математик и астроном сър Джордж Бидъл Еъри през 1851 г. Затова носи името Гринуички. Преди това са предлагани 4 други меридиана. Към 1884 г. близо 2/3 от всички кораби ползват Гринуичкия меридиан като отправна точка на своите карти за навигация. В същата година на международна конференция в САЩ именно този меридиан официално е избран за главен. Единствено французите се въздържат от гласуването и в продължение на десетилетия ползват Парижкия като нулев (или начален).